# 王昱勝
王昱勝（1974年7月21日—，英文名：Vic），屏東人，台灣賽車手，人稱草哥。

## 經歷
2005成為台灣出戰亞太區金卡納代表國手，並獲得台灣排名第一、亞太排名第十一的佳績，為當年台灣最高排名。
2003-2008年間為台灣房車拉力賽完賽率及獲獎率最高之選手，曾連續完賽獲獎高達41場無間斷紀錄。
2011年參加房車拉力賽，獲得15個獎項。
2015轉戰大鵬灣房車賽，並獲得台灣大鵬灣賽車場三大房車賽事，NTCC、TSF、OTGP該參賽組之年度冠軍，成為第一個同年度獲得三個年度冠軍的車手，更於年底又獲得金卡納盟主年度總冠軍，添為四冠王，2016可說是豐收的一年。

## 台灣十大傑出車手獎項
- 2005年 榮獲台灣十大傑出車手 （页面存档备份，存于）
- 2006年 榮獲台灣十大傑出車手
- 2008年 榮頒台灣十大傑出車手

## 賽事經歷

### 國外賽事
- 2004年 TAGP 亞太區國際金卡納大獎賽馬來西亞雪邦站(亞洲第11名)
- 2008年 短道拉力賽上海木瀆站(殿軍)
- 2014年 CSR 中國短道拉力錦標賽貴州青岩站統一品牌(季軍)
- 2014年 CSR 中國短道拉力錦標賽貴州平壩站統一品牌(季軍)
- 2015年 CSR 中國短道拉力錦標賽貴州湖州站單一品牌 A 組隊賽(亞軍)
- 2018年 AAGC 亞洲汽車金卡納大賽第三站 台灣站-雙打錦標 冠軍

## 場地賽

### OPTION CUP
- 2017年6月11日 OP盃4小時400公里耐久挑戰賽 第一站 B組 (季軍)
- 2017年11月26日 OP盃4小時400公里耐久挑戰賽 第二站 B組 (冠軍)
- 2017年11月26日 OP盃4小時400公里耐久挑戰賽 第二站 總組別 (季軍)

### TSF 台灣大賽車超級房車賽
- 2015年 台灣大賽車超級房車賽 S1600 組(第三站季軍)
- 2016年 台灣大賽車超級房車賽 S1600 組(第一站冠軍)
- 2016年 台灣大賽車超級房車賽 S1600 組(第二站冠軍)
- 2016年 台灣大賽車超級房車賽 S1600 組(第三站冠軍)
- 2016年 台灣大賽車超級房車賽 S1600 組(年度冠軍)
- 2017年7月23日 台灣大賽車超級房車賽 ST-TURBO 組(第二站季軍)
- 2017年11月5日 台灣大賽車超級房車賽 ST-TURBO 組(第三站亞軍)
- 2017年11月5日 台灣大賽車超級房車賽 ST-TURBO 組(年度季軍)
- 2018年4月22日 台灣大賽車超級房車賽 ST-TURBO 組(第一站亞軍)

### TTCC 全國房車錦標賽
- 2017年4月9日 TTCC 全國房車錦標賽 B2 組（第一站冠軍）
- 2018年       TTCC 全國房車錦標賽 B2 組（第二站冠軍）

### NTCC 全國房車錦標賽
- 2016年 NTCC 全國房車錦標賽 OPEN-C2 組(第一站亞軍)
- 2016年 NTCC 全國房車錦標賽 OPEN-C2 組(第二站亞軍)
- 2016年 NTCC 全國房車錦標賽 OPEN-C2 組(第三站冠軍)
- 2016年 NTCC 全國房車錦標賽 OPEN-C2 組(年度冠軍)
- 2018年4月14日 NTCC 全國房車錦標賽 1.6 組(第一站第一回合亞軍)
- 2018年4月15日 NTCC 全國房車錦標賽 1.6 組(第一站第二回合亞軍)
- 2018年 NTCC 全國房車錦標賽 OPEN-C2 組(第三站冠軍)

### O.T.G.P. 全國菁英大獎賽
- 2015年 OTGP 全國菁英盃大獎賽 加州瑞沃盃 Civic雙凸改裝組第三站(分站冠軍)
- 2015年 OTGP 全國菁英盃大獎賽 加州瑞沃盃 Civic雙凸改裝組第三站(分站季軍)
- 2016年 OTGP 全國菁英盃大獎賽Honda Civic CAR(第一站亞軍)
- 2016年 OTGP 全國菁英盃大獎賽Honda Civic CAR(第二站冠軍)
- 2016年 OTGP 全國菁盃英大獎賽Honda Civic CAR(年度冠軍)

### TWAA 台灣賽車大獎賽
- 2004年 台灣TW賽車大獎賽環場 A 組(冠軍)
- 2005年 金雞盃環場賽二傳改裝組(亞軍)
- 2005年 金雞盃環場賽二傳改裝組第二站(季軍)
- 2005年 金雞盃零四加速賽(季軍)

### TW 台灣賽車大聯盟
- 2005年 TW 台灣賽車大聯盟暑夏艷陽盃環塔 A 組(冠軍)
- 2006年 TW 台灣賽車大聯盟職業 B 組(冠軍)
- 2006年 TW 台灣賽車大聯盟靚車高手盃職業 B 組第二輪(亞軍)
- 2006年 TW 台灣賽車大聯盟靚車高手盃職業 B 組第四輪(亞軍)

### TSA(Spec R汽車性能情報雜誌)
- 2007年 尖端單圈計時挑戰賽 TANING CAR GP 第一站(冠軍)
- 2007年 尖端單圈計時挑戰賽 TANING CAR GP 第二站(冠軍)
- 2007年 尖端單圈計時挑戰賽 NA Grorp A 第一站(冠軍)
- 2007年 尖端單圈計時挑戰賽 NA Grorp A 第二站(冠軍)

## 拉力賽

### ACSCA 亞太越野觀光拉力賽
- 2003年 ACSCA 亞太越野觀光拉力賽屏東泰武站新手組(冠軍)
- 2003年 ACSCA 亞太越野觀光拉力賽福爾摩沙太麻里站Car B 組(殿軍)
- 2004年 ACSCA 亞太越野觀光拉力賽二傳 A 組(年度季軍)
- 2004年 ACSCA 亞太觀光房車賽東海岸台灣站Rally Car B FF(冠軍)
- 2005年 ACSCA 亞太越野觀光拉力賽台東延平站二傳 A 組(冠軍)
- 2005年 ACSCA 亞太越野觀光拉力賽年度福爾摩沙壽豐站二傳改裝組(季軍)
- 2005年 ACSCA 亞太越野觀光拉力賽年度車手二傳 A 組(冠軍)
- 2006年 ACSCA 亞太越野觀光拉力賽花蓮瑞穗站二傳 A 組(冠軍)
- 2006年 ACSCA 亞太越野觀光拉力賽東台灣站二傳 A 組(冠軍)
- 2006年 ACSCA 亞太越野觀光拉力賽南迴站二傳 A 組(冠軍)
- 2006年 ACSCA 亞太觀光拉力賽福爾摩沙台東達仁站二傳 A 組(冠軍)
- 2006年 ACSCA 亞太觀光拉力賽福爾摩沙茂林站夜間賽二傳(冠軍)
- 2006年 ACSCA 亞太觀光拉力賽台東巒山站Car D 組(冠軍)
- 2007年 ACSCA 亞太越野觀光拉力賽台中福德場地站二傳 C 組(冠軍)
- 2008年 ACSCA 亞太越野觀光拉力賽中華民國十大傑出賽車手選拔(第四名)

### 全國越野吉普車挑戰賽
- 全國越野吉普車挑戰賽總決賽 新手組(冠軍)

- 2004年 東勢鎮觀光杯彎道拉力競技車賽房車二傳 C 組(亞軍)
- 2004年 府城杯道路封閉賽競技組(季軍)
- 2007年 福德場地拉力賽二傳 B 組(亞軍)

### TRCC 台灣拉力房車錦標賽
- 2008年 TRCC 台灣拉力房車錦標賽台東站二傳 A 組(亞軍)
- 2011年 TRCC 台灣拉力房車錦標賽泰武站街車四傳組(亞軍)
- 2012年 TRCC 台灣拉力房車錦標賽泰武站街車四傳組(冠軍)
- 2012年 TRCC 台灣拉力房車錦標賽第三站成功站街車四傳組(亞軍)
- 2012年 TRCC 台灣拉力房車錦標賽街車組年度車手(亞軍)
- 2013年 TRCC 台灣拉力房車錦標賽台東成功站四傳 A 組(冠軍)
- 2013年 TRCC 台灣拉力房車錦標賽台東大武站四傳 A 組(亞軍)
- 2013年 TRCC 台灣拉力房車錦標賽台東成功站四傳 A 組(最速締造)
- 2013年 TRCC 台灣拉力房車錦標賽錦標組年度車手(季軍)
- 2015年 TRCC 台灣拉力房車錦標賽台東大武站四傳組(冠軍)
- 2015年 TRCC 台灣拉力房車錦標賽大武站四傳 A 組(季軍)
- 2015年 TRCC 台灣拉力房車錦標賽成功站四傳 A 組(亞軍)
- 2015年 TRCC 台灣拉力房車錦標賽關山站四傳 A 組(亞軍)

### UCRA華盟拉力賽
- 2019年 UCRA華盟拉力賽玉里站	四傳A組(冠軍)
- 2019年 UCRA華盟拉力賽延平站	四傳A組(冠軍)
- 2019年 UCRA華盟拉力賽關山站  四傳A組(亞軍) （页面存档备份，存于）

- 2022年 UCRA華盟拉力賽澎湖站 四傳A組(季軍) （页面存档备份，存于）
- 2022年 台東縱谷盃 G-1組 (冠軍)
- 2022年度 華盟拉力賽 四傳A組(季軍)
- 2023年 宜蘭觀光旅遊盃  四傳A組(季軍)
- 2023年 UCRA華盟拉力賽貢寮站 四傳A組(季軍) （页面存档备份，存于）
- 2023年 UCRA華盟拉力賽銅鑼站 四傳A組(亞軍)
- 2023年 UCRA華盟拉力砂石賽高巢CORSS  HONDA A組(冠軍)
- 2023年 UCRA華盟拉力牡丹站  四傳A組(全場最速)
- 2024年 UCRA華盟拉力賽關山站  四傳A組(亞軍)
- 2024年 UCRA華盟拉力賽關山站  街車四傳組(亞軍)

### THC台灣爬山挑戰賽
- 2024年 THC高雄菁英賽 東九道之驛盃 PRO(職業組) (冠軍)
- 2024年 THC高雄菁英賽 東高雄山城盃 PRO(職業組) (冠軍)

## 金卡納

### TAGC
- 2017年 中華賽車會TAGC 台灣汽車金卡納錦標賽(國手選拔賽)東區第一站(冠軍)
- 2018年3月11日 中華賽車會TAGC 台灣汽車金卡納 錦標賽兼挑戰賽第一站 錦標組冠軍（最速）
- 2018年 中華賽車會TAGC 台灣汽車金卡納錦標賽 第一站 雙打錦標賽 冠軍
- 2019年 中華賽車會TAGC 台灣汽車金卡納錦標賽 第一站 雙打錦標賽 冠軍
- 2019年 中華賽車會TAGC 台灣汽車金卡納錦標賽 第二站 個人錦標賽 冠軍 
- 2019年 中華賽車會TAGC 台灣汽車金卡納錦標賽 第三站 雙打錦標賽 冠軍

### RallyStar
- 2015年 RallyStar 寶島時代盃春季趣味金卡納 我愛小鴨組(亞軍)
- 2015年 RallyStar 寶島時代盃夏季趣味金卡納 我愛小鴨組(冠軍)
- 2015年 RallyStar 寶島夜光杯金卡納嘉年華 喜美組(冠軍)
- 2015年 RallyStar 寶島夜光杯金卡納嘉年華 四傳組(亞軍)
- 2015年 RallyStar 寶島時代杯秋季金卡納 日系小鋼砲組(冠軍)
- 2015年 RallyStar 寶島時代杯 冬季趣味金卡納 (盟主冠軍)
- 2015年 RallyStar 寶島金卡納盟主爭霸賽(總盟主冠軍)
- 2016年 RallyStar 第二屆寶島時代杯春季金卡納 後輪驅動甲組(亞軍)
- 2016年 RallyStar 第二屆寶島時代杯冬季金卡納 四驅組(亞軍)
- 2016年6月4日 RallyStar 第二屆 寶島時代杯 夏季金卡納 夏季盟主賽 四驅組(冠軍)
- 2016年6月4日 RallyStar 第二屆 寶島時代杯 夏季金卡納 夏季盟主賽 喜美甲組(冠軍)
- 2016年6月4日 RallyStar 寶島時代杯 趣味金卡納 夏季盟主賽(總冠軍)
- 2016年6月4日 RallyStar 寶島時代杯 趣味金卡納 夏季盟主賽(總亞軍)
- 2016年 RallyStar 寶島金卡納盟主爭霸賽(總盟主冠軍)

- 2016年 FIA 亞太區汽車金卡納大獎賽選手權資格賽(季軍)

## 高鐵汽車嘉年華
- 2020年 彰化高鐵封街測時賽 CIVIC統規組 冠軍
- 2024年 彰化國際賽車節 HONDA C組 冠軍
- 2025年 彰化國際賽車節 HONDA C組 冠軍